# Stazione di Trequanda
La stazione di Trequanda è una fermata a servizio dell'omonimo comune della linea turistica Asciano – Monte Antico.
Dista dalla stazione di Asciano 7,4 chilometri circa.

## Storia
La stazione fu aperta all'esercizio l'11 maggio 1865 assieme al tronco Asciano – Torrenieri della linea Asciano – Monte Antico.
Appena dopo la Seconda guerra mondiale, che causò ingenti danni a tutta la linea, fu costruito, di fianco all'abitazione del casellante, il nuovo fabbricato viaggiatori e la fermata fu una delle prime della linea a riaprire, insieme a quelle di Asciano e di San Giovanni d'Asso. La costruzione di un piccolo fabbricato è dovuta al declino che la linea subì a causa dell'apertura della Siena – Grosseto. Alla riduzione del flusso di passeggeri contribuì anche la sua posizione periferica.
L'impianto è dismesso dal 27 settembre 1994, quando fu chiuso il servizio passeggeri e merci della ferrovia. Il fabbricato, caduto in uno stato di abbandono per anni, è stato ristrutturato in occasione della prima escursione del Trenonatura con fermata nella stazione, nell'autunno del 2016.

## Strutture ed impianti

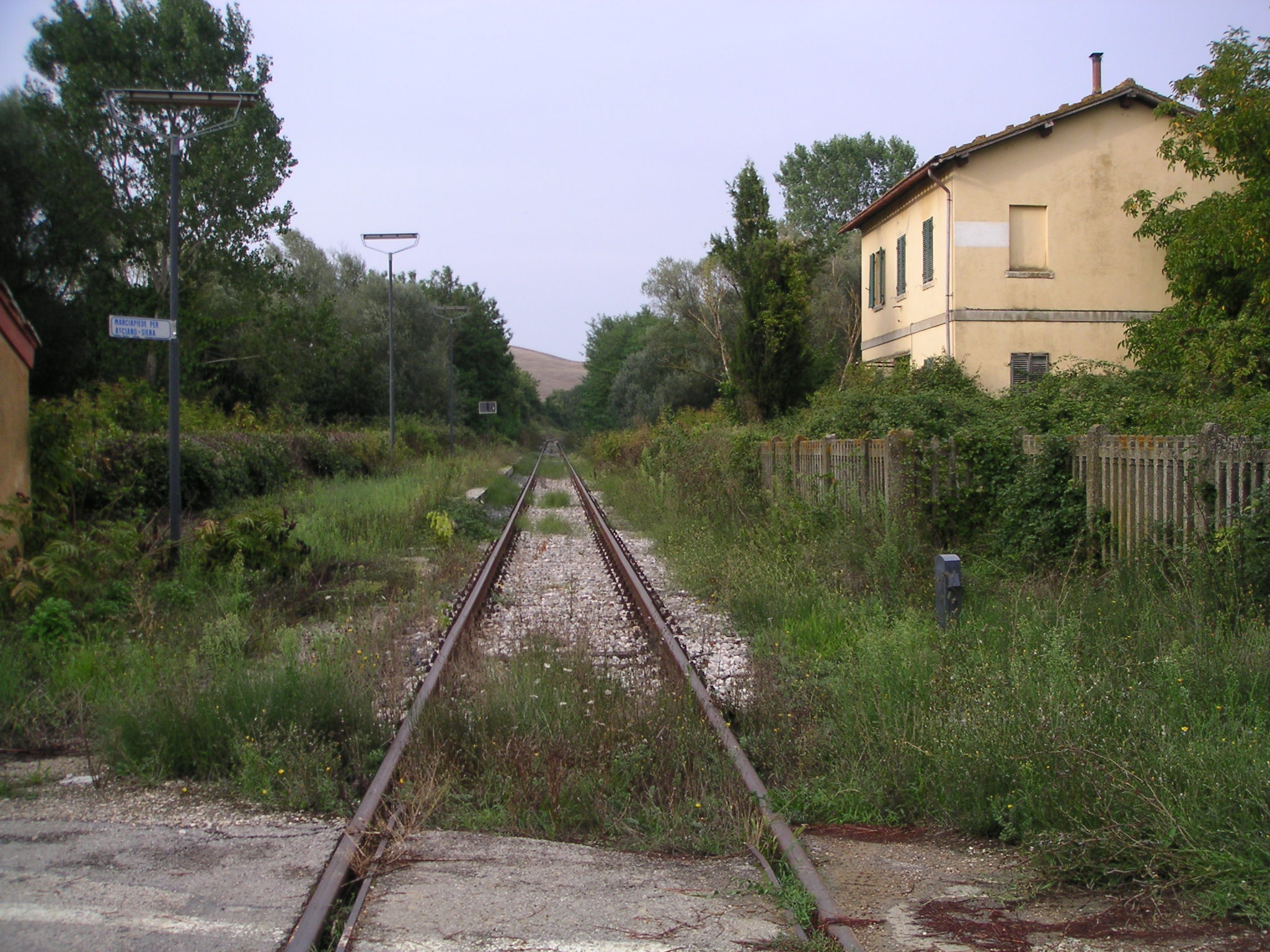
Il binario in direzione di Asciano e Siena

L'impianto ferroviario si trova a ridosso del passaggio a livello incustodito all'incrocio fra la strada provinciale 38/C e la ferrovia Asciano – Monte Antico.
Il piazzale è composto dal solo binario di corsa, dotato di marciapiede e privo di pensilina.
Il fabbricato viaggiatori della fermata è composto da una semplice casetta in muratura dipinta esternamente in color zafferano sulla cui facciata si trova ancora la scritta "TREQUANDA" in caratteri maiuscoli. Dei due marciapiedi che costeggiano il binario solo quello davanti al fabbricato è agibile, poiché gli altri sono sommersi dalla vegetazione. Si trovano ancora, sopra i pali dell'illuminazione, dei cartelli che indicano da quale parte fermavano i convogli diretti o ad Asciano e Siena (marciapiedi alla destra del passaggio a livello) oppure a Monte Antico (marciapiedi alla sinistra del passaggio a livello).
Nelle vicinanze dell'impianto sono presenti anche:
- la casa del casellante, il quale è un edificio su due piani, attualmente in stato di degrado e abbandono;
- la cabina del casellante, da cui veniva custodito a vista il passaggio a livello.